# Sirnaraja (Cipeundeuy)
Sirnaraja is een bestuurslaag in het regentschap Bandung Barat van de provincie West-Java, Indonesië. Sirnaraja telt 6272 inwoners (volkstelling 2010).